# Good (película)
Good es una película del 31 de diciembre de 2008, dirigida por Vicente Amorim e interpretada por Viggo Mortensen, Jason Isaacs y Jodie Whittaker. Está basada en el libro homónimo del escritor Cecil Philip Taylor.

## Argumento
La película presenta la historia de John Halder (Viggo Mortensen), un profesor de literatura, que a principios de la década de 1930, edita una novela en la que defiende la eutanasia. Años después, es llamado por un alto cargo del incipiente régimen de Hitler para preguntarle si podría escribir para ellos un relato similar, que pueda inspirar a la comunidad con los valores que de éste emanen. Hasta entonces, John ha sabido mantenerse fuera del entorno político, pero sus ocultas ansias de poder y su autoconvencimiento de que ayudando así al régimen no traiciona sus ideales, decide aceptar el encargo. Así, se inicia un cambio radical en su vida: a medida que va ascendiendo dentro del régimen gracias a sus "pequeñas" aportaciones (incluso le hacen miembro honorífico), se desmorona su vida personal (deja a su mujer e hijos, abandona a su madre, se casa con una estudiante, deja de lado a su mejor amigo - judío), sin que él llegue a ser consciente de que, con sus acciones, ha llegado a convertirse en un auténtico nazi. Cuando finalmente lo es, su vida se desmorona: "It is real", se lamenta, en medio de un campo de concentración al que le han enviado para verificar que todo está en orden.

## Reparto
- Viggo Mortensen - John Halder
- Jason Isaacs - Maurice
- Jodie Whittaker - Anne
- Steven Mackintosh - Freddie
- Mark Strong - Bouhler
- Gemma Jones - Madre
- Paul Brennan - Empleado